# 宮村駅
宮村駅（みやむらえき）は、京都府宮津市宮村にある、WILLER TRAINS（京都丹後鉄道）宮福線の駅である。駅番号はF13。

## 歴史
- 1988年（昭和63年）7月16日：宮福鉄道（現・北近畿タンゴ鉄道）宮福線開業と同時に設置[1]。
- 2015年（平成27年）4月1日：WILLER TRAINSへの移管により、京都丹後鉄道宮福線の駅となる。

## 駅構造
盛土上に2面2線の相対式ホームがある。列車交換が可能な無人駅であり、地上とは階段で往来する。1番のりばを上下本線とした一線スルー配線であるため、当駅の通過列車は両方向とも1番のりば側を通過する。停車列車は通常は方向別でホームを使い分けるが、通過列車との行き違い待ちを行う場合は下り列車であっても、副本線である2番のりばに発着する。
便所は、汲み取り式。

### のりば
| のりば | 路線    | 方向 | 行先             | 備考          |
| ------ | ------- | ---- | ---------------- | ------------- |
| 1      | ■宮福線 | 下り | 天橋立・宮津方面 | 一部2番のりば |
| 2      | ■宮福線 | 上り | 福知山方面       |               |

## 利用状況
1日の平均乗車人員は以下の通りである。
| 乗車人員推移 | 乗車人員推移 |
| 年度         | 1日平均人数  |
| ------------ | ------------ |
| 1999         | 19           |
| 2000         | 16           |
| 2001         | 14           |
| 2002         | 11           |
| 2003         | 16           |
| 2004         | 11           |
| 2005         | 14           |
| 2006         | 14           |
| 2007         | 8            |
| 2008         | 11           |
| 2009         | 8            |
| 2010         | 8            |
| 2011         | 11           |
| 2012         | 8            |
| 2013         | 14           |
| 2014         | 16           |
| 2015         | 16           |
| 2016         | 14           |
| 2017         | 3            |
| 2018         | 5            |
| 2019         | 5            |

## 駅周辺
山間の田園地帯にある駅で、民家が点在する。駅東側は山裾となっている。西へ進むと大手川に、南へ進むと綾部宮津道路宮津天橋立ICに、北へ進むと宮津市街に至る。バス停留所は駅付近にあり、高速バスも停車する。
- 百合が丘団地
- 京都府立宮津天橋高等学校宮津学舎 - 京都府立宮津高等学校跡（統廃合により廃校）に開校した。
- 金引の滝
- 臥龍の滝
- フクヤ宮村店
- 八幡神社（猪岡八幡神社）
- 八幡山城跡
- 日本交通宮津営業所
- 綾部宮津道路宮津天橋立IC
- 京都府道9号綾部大江宮津線
- 丹後海陸交通「宮津天橋立インター」停留所 - 京都府道9号線沿い。京都・大阪方面へ向かう高速バスも停車（※峰山・間人（）方面行きの高速バスは降車専用）[2][3]。
- 大手川

## 隣の駅
WILLER TRAINS（京都丹後鉄道）
■宮福線
快速「大江山」「丹後あおまつ」停車駅
喜多駅 (F12) - 宮村駅 (F13) - 宮津駅 (14)